# José Castro (dissenyador)
José Castro (A Cañiza, 1971) és un dissenyador de moda gallec. Graduat en el London Royal College of Art, és un dels dissenyadors ibèrics més reconeguts internacionalment, sent membre de la Federació Francesa de la juntament amb Balenciaga i Paco Rabanne i de l'Asociación de Creadores de Moda de España.
Ha estat el primer ciutadà espanyol en exposar a La Redoute i portada de Le Monde. Va col·laborar amb empreses com Alexander MacQueen per Givenchy, va ser director artístic de Miró Jeans i un dels dissenyadors del nou concepte de Desigual. Ha desfilat en tres ocasions al Carrousel du Louvre, París, així com al Palais Omnisports de Paris Bercy, fent que les seves peces de roba tinguin projecció i reconeixement a tot el món.